# 더글러스 (맨섬)

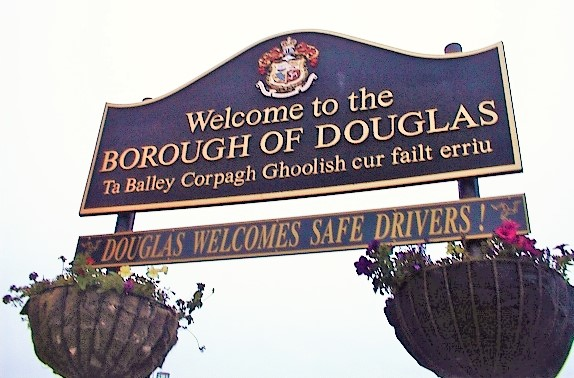
더글러스의 환영 표지판

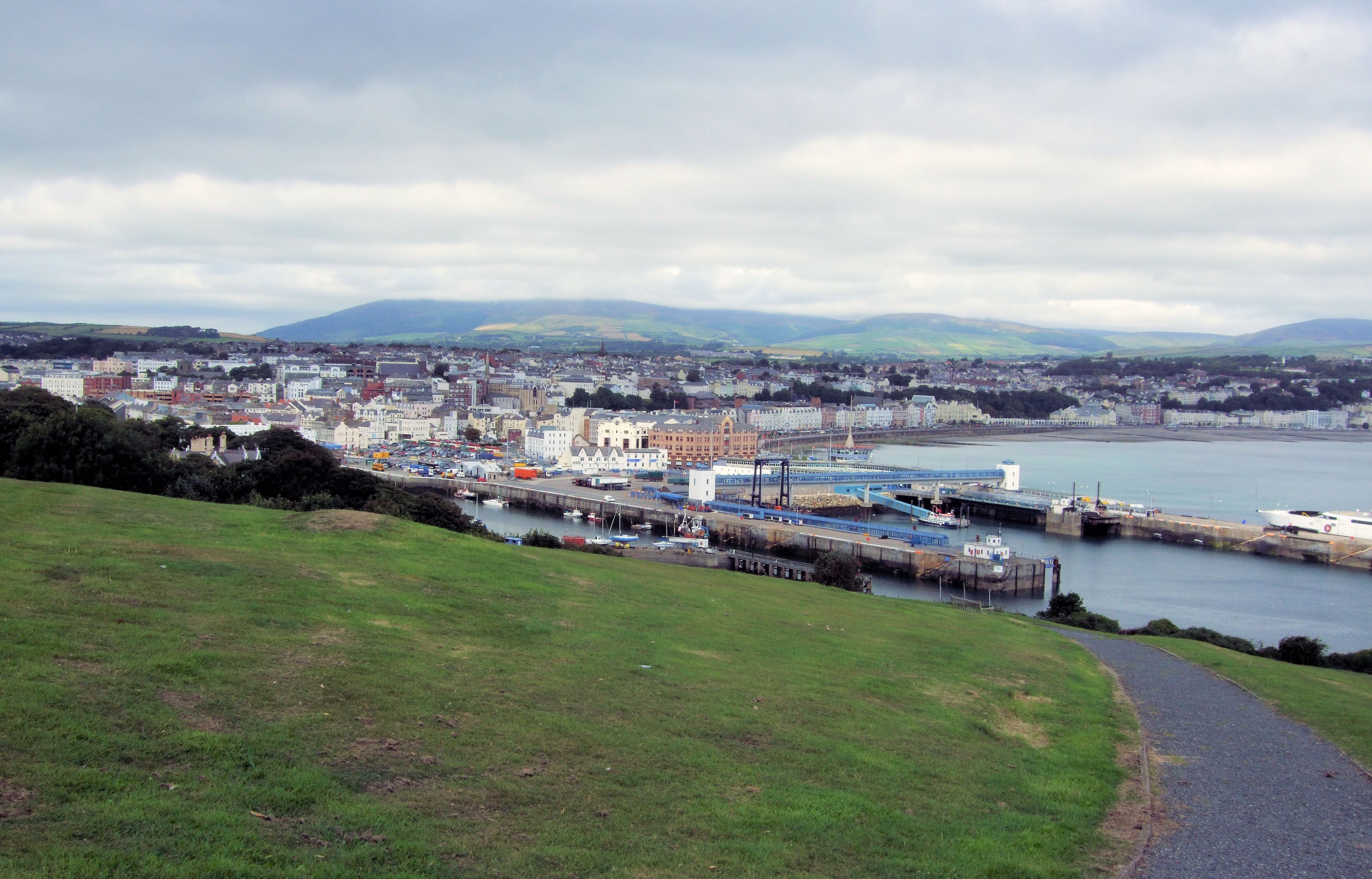
더글러스 베이의 모습

더글러스(영어: Douglas, 맨어: Doolish)는 맨섬의 수도이자 가장 큰 도시이다. 더글러스 강 어귀와 2 마일의 광범위한 만에 위치한다. 더글러스 강은 도시의 항만과 중심이되는 상업 항의 일부를 형성한다. 인구는 27,938명(2011)이다.
더글러스는 고등 법원과 맨섬 정부의 소재지이다.
도시는 비즈니스, 재정, 선적, 운송, 쇼핑과 엔터테인먼트를 위한 섬의 주요 중심으로서 역할을 수행한다.

## 역사
1890년대에 더글러스 중심에서 청동 무기와 변두리에 큰 규모의 발래콰일레 (Ballaquayle) 바이킹 보물 저장소
의 발견, 둘 다는 현재 더글라스가 자리잡은 지역의 초기 중요성을 암시한다. 학자들은 도시의 이름이 '검은 강'을 뜻하는 초기 켈트어 'Duboglassio'로부터 유래했다는 것에 동의한다.